# Robert Blair
Robert Blair (n. 1699 -d. 1746) a fost un poet scoțian (preromantic timpuriu), preot de țară din Scoția cunoscut pentru poemul The Grave (Mormântul) din 1743, mai târziu ilustrat de romanticul William Blake. De-a lungul a 800 de versuri, Blair cântă moartea, durerea, solitudinea, uneori cu accente didactice sau satirice.